# Rezerwat przyrody Ryś
Rezerwat przyrody Ryś – leśny rezerwat przyrody w gminie Sokolniki, w powiecie wieruszowskim, w województwie łódzkim. Jest położony na terenie Nadleśnictwa Przedborów (obręb leśny Sokolniki, leśnictwo Sokolniki).
Zajmuje powierzchnię 54,10 ha (akt powołujący podawał 53,93 ha). Został powołany Zarządzeniem Ministra Leśnictwa i Przemysłu Drzewnego z 21 lipca 1977 roku (M.P. z 1977 r. nr 19, poz. 107, § 8). Celem ochrony rezerwatu jest zachowanie naturalnej buczyny i grądu z udziałem buka i jodły na granicy ich zasięgu.
Według obowiązującego planu ochrony ustanowionego w 2013 roku (zmienionego w 2015), obszar rezerwatu objęty jest ochroną czynną.